# Gnophos similaria
Gnophos similaria là một loài bướm đêm trong họ Geometridae.